# Nghệ Nam Bộ
Nghệ Nam Bộ (danh pháp hai phần: Curcuma cochinchinensis) là loài thực vật thuộc chi Nghệ, họ Gừng. Nó được François Gagnepain mô tả khoa học lần đầu tiên năm 1907.

## Từ nguyên
Tính từ định danh cochinchinensis (giống trung cochinchinense) là từ trong tiếng Latinh để chỉ Nam Bộ Việt Nam, lấy theo tên gọi trong các ngôn ngữ châu Âu (Pháp: Cochinchine; Anh, Bồ Đào Nha: Cochinchina).

## Phân bố
Đây là loài bản địa của Thái Lan và Việt Nam.

## Mô tả
Địa thực vật cao 40–60 cm. Thân rễ mỏng, bò trườn, có vảy, các vảy ngắn không xếp lợp. Lá tự do,  2-3; hình trứng rộng, đáy thu nhỏ dần, đỉnh nhọn, phiến to 12-30 x 5–10 cm, thường nhỏ hơn, mặt trên nhẵn nhụi, mặt dưới có lông nhung mịn; cuống có rãnh, nhiều lông mỏng, dài 17–30 cm, từ từ rộng thành bẹ, mép ngắn. Cán hoa ngắn, khoảng 3–5 cm, 1 vảy, vảy thẳng, chèn vào phía trên điểm giữa của cán hoa; cụm hoa nhỏ, hình trứng, ~3,5-6 x 3 cm. Lá bắc ít, hình trứng-hình mũi mác, nhọn ngắn, đỉnh tù, to 3 x 1,5 cm, màu hồng, mép tía đỏ. Đài hoa 3 răng ngắn, có lông rung, 1,5 cm, chẻ bên. Ống tràng thò ra, chóp tỏa rộng, thùy thuôn dài, lõm, đỉnh có lông rung, thùy sau có mấu nhọn; cánh hoa tròn dài. Bao phấn thẳng, đáy nở rộng, rời, các ngăn thẳng, có cựa nhỏ ngắn và nhọn ở đáy. Mô liên kết ngắn, tù. Chỉ nhị 2-3 lần rộng và ngắn hơn bao phấn. Cánh môi gần vuông dài, đáy rộng, đỉnh có khía răng cưa thưa; hai bên là các nhị lép hình elip, tù, to gần bằng cánh môi. Bầu nhụy nhiều lông; vòi nhụy nhẵn nhụi, đầu nhụy không lông rung; nhụy lép hình chùy, thô ráp hoặc xù xì.